# یحیی بن شرف النووی
أبو زکریا یحیی بن شرف النووی (۶۳۱ قمری - ۶۷۶ قمری) مشهور به امام النووی عالم، مجتهد و محدث مسلمان برجستهٔ شافعی بود. وی چندین کتاب در حوزهٔ حدیث، سیره نبوی، و فقه تألیف کرده‌است. او هیچگاه ازدواج نکرد.

## تألیفات

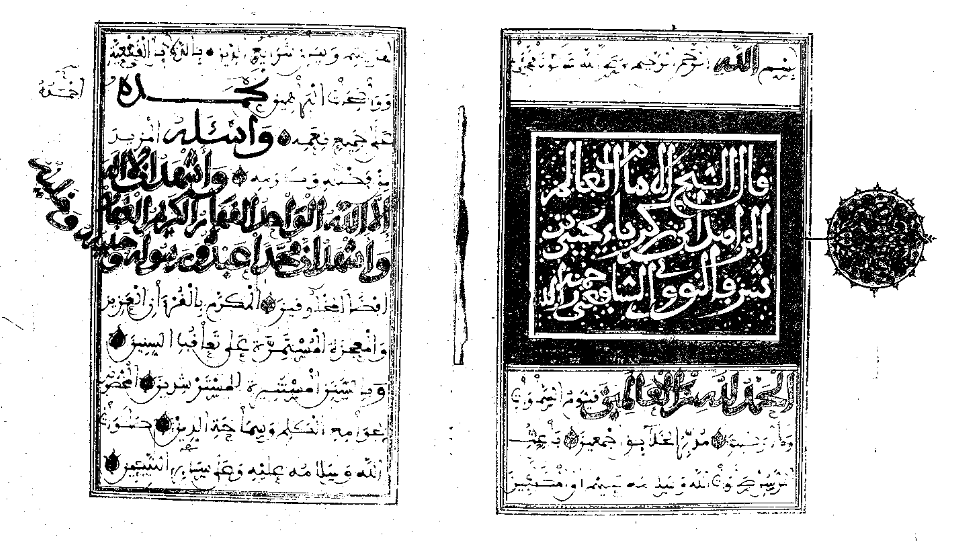
نسخه خطی چهل حدیث نووی - کتابخانه چستربیتی

نووی از نویسندگان پرکار مسلمان در سده‌ی هفتم هجری به شمار می‌رود.از او تألیفات متعددی در زمینه های مختلف علوم دینی به خصوص در دو حوزه‌ی حدیث و فقه شافعی بر جای مانده است.اربعین نووی و ریاض الصالحین در حدیث و منهاج الطالبین در فقه شافعی از مهمترین آثار امام نووی است.
همچنین از دیگر تألیفات او در زمینه‌ی علوم حدیث میتوان به کتاب المنهاج فی شرح صحیح مسلم بن حجاج اشاره کرد که در شرح صحیح مسلم یکی از شش کتاب صحیح حدیثی اهل سنت نگاشته است.